# Ormfjärden
Ormfjärden är en sjö i Gävle kommun i Gästrikland och ingår i Hamrångeån-Testeboåns kustområde. Sjön har en area på 0,0114 kvadratkilometer och ligger 2,2 meter över havet. Ormfjärden ligger i Ormön Natura 2000-område.

## Delavrinningsområde
Ormfjärden ingår i det delavrinningsområde (675379-157595) som SMHI kallar för Utloppet av Ormfjärden. Medelhöjden är 5 meter över havet och ytan är 0,28 kvadratkilometer. Det finns inga avrinningsområden uppströms utan avrinningsområdet är högsta punkten. Vattendraget som avvattnar avrinningsområdet har biflödesordning 4, vilket innebär att vattnet flödar genom totalt 4 vattendrag innan det når havet efter 0,7 kilometer. Avrinningsområdet består mestadels av skog (97 procent).